# Bodinnick
Bodinnick – wieś w Anglii, w Kornwalii. Leży 70 km na wschód od miasta Penzance i 342 km na zachód od Londynu.